# Arp Museum Bahnhof Rolandseck

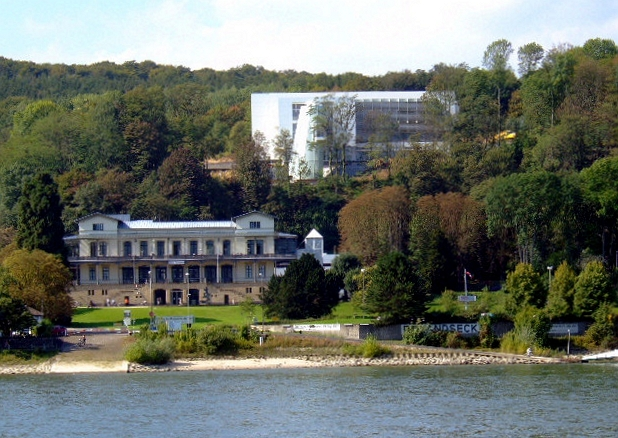
Das Arp Museum, im September 2007

Das Arp Museum Bahnhof Rolandseck wurde am 28. September 2007 im Remagener Ortsteil Rolandseck eröffnet. Das Museum besteht aus dem klassizistischen Bahnhofsgebäude und dem Neubau des amerikanischen Architekten Richard Meier.
Es hat vier Ausstellungsebenen, die mit wechselnden Präsentationen bespielt werden. Das Programm des Drei-Sparten-Hauses umfasst Ausstellungen mit internationaler bildender Kunst, klassische Konzerte sowie ein sommerliches Kammermusikfestival mit bekannten Ensembles und Solisten, Künstlergespräche sowie Lesungen prominenter Autoren. Im Zentrum steht die Kunst von Hans Arp und von Sophie Taeuber-Arp. In Sonderausstellungen werden im Dialog mit diesen Werken Skulpturen und Malereien zeitgenössischer Künstler gezeigt. Darüber hinaus präsentiert das Museum Gemälde vom Mittelalter bis in die Moderne aus der Sammlung Rau für UNICEF. 

## Geschichte

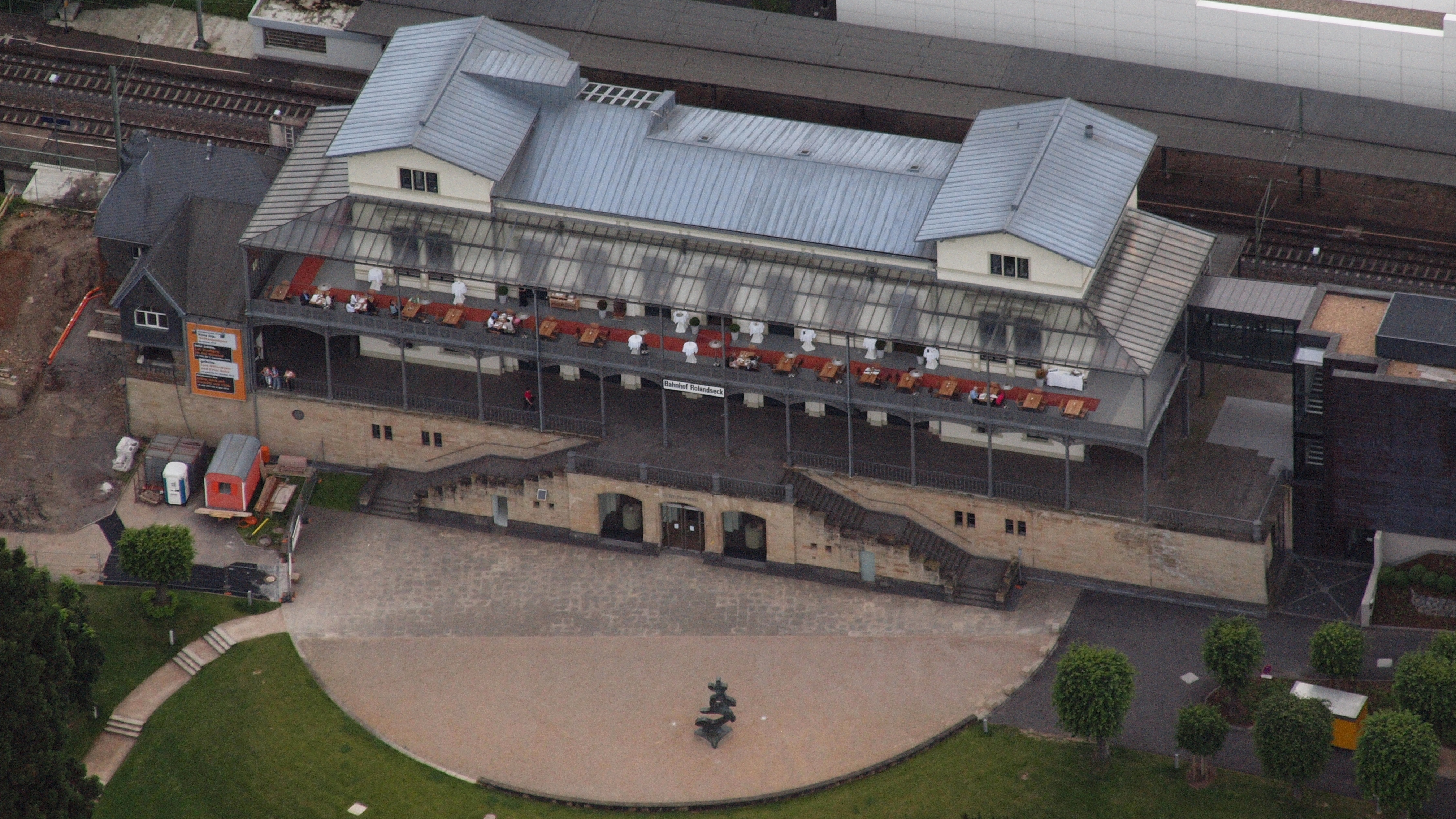
Bahnhof Rolandseck (Luftbild) (2013)

Ab 1964 wurde der Bahnhof Rolandseck unter der Leitung von Johannes Wasmuth zu einem Zentrum kulturellen Lebens. Konzerte und Ausstellungen fanden dort statt und Künstler lebten und arbeiteten im Gebäude. Nach dem Tod von Johannes Wasmuth (September 1997) endete erst einmal das kulturelle Leben im Bahnhof. Am 22. Oktober 2004 wurde der Bahnhof als Arp-Museum Bahnhof Rolandseck wieder eröffnet. Am 28. September 2007 folgte der Neubau von Richard Meier am Hang oberhalb des Bahnhofs. Nach dem ursprünglichen Konzept sollten die Stiftung Hans Arp und Sophie Taeuber-Arp e. V. und das Land Rheinland-Pfalz das Museum gemeinsam betreiben. Die Stiftung stellte zunächst ihre Sammlung mit Werken von Hans Arp und Sophie Taeuber-Arp für Ausstellungen zur Verfügung. Nach massiven Streitigkeiten über die Vertragstreue der Stiftung, die der Gründungsdirektor Klaus Gallwitz als „erklärten Krieg“ bezeichnete, erklärten die Partner im Juli 2008 die Zusammenarbeit für beendet; die Stiftung zog die ihr gehörenden Werke aus dem Museum ab. Das Land erklärte daraufhin, den Bau mit den rund 400 Werken Arps in Landesbesitz und Leihgaben anderer Sammler und Museen bestücken zu wollen. 2010 war das Museum mit 61.000 Besuchern das meistbesuchte Kunstmuseum in Rheinland-Pfalz.
Seit August 2022 ist Julia Wallner Direktorin des Museums.

### Eröffnung
Der Neubau des US-amerikanischen Architekten Richard Meier oberhalb des Bahnhofes hatte am 18. Oktober 2005, knapp ein Jahr nach der Grundsteinlegung am 23. Oktober 2004, Richtfest. Mit der Eröffnung des Museums im Beisein von Bundeskanzlerin Angela Merkel wurde er am 29. September 2007 eingeweiht.
Für die gesamte Baumaßnahme wurden 33 Mio. Euro veranschlagt, von denen 14,3 Millionen Euro aus Ausgleichsmitteln des Berlin/Bonn-Gesetzes (Vereinbarung über die Ausgleichsmaßnahmen für die Region Bonn) zur Verfügung gestellt wurden, die andere Hälfte stammte vom Land Rheinland-Pfalz, das auch der Bauherr war.
Die Ausstellungsfläche im Neubau umfasst 2900 Quadratmeter. Die Kosten für den Neubau betrugen 25,4 Mio. €. Davon trugen der Bund 17,6 Mio. € und das Land Rheinland-Pfalz 7,8 Mio. €. Der restliche Betrag in Höhe von 7,4 Mio. € diente der Renovierung des Bahnhofs.
Neubau und historisches Bahnhofsgebäude sind durch einen Tunnel und einen Aufzug miteinander verbunden. Der Tunnel ist ein nachgebauter Eisenbahntunnel (jedoch kein Teil der echten ehemaligen Gleisstrecke). Er wird durch eine 17 m lange Neon-Leuchtspirale von Barbara Trautmann (Kaa, benannt nach der Schlange im Dschungelbuch, Installation von 2007) erhellt.
Museumsbau von Richard Meier

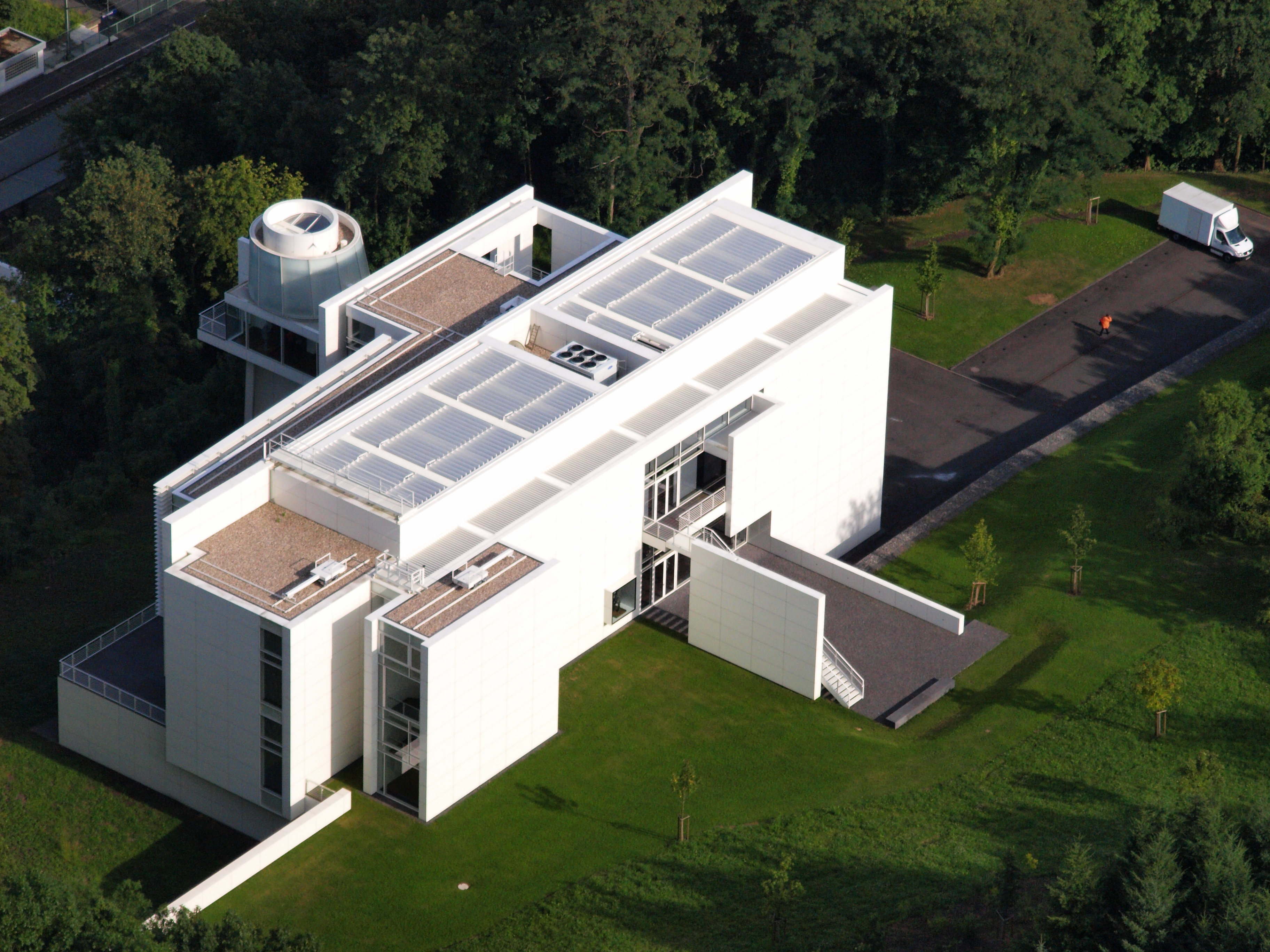
Arp Museum – Luftbild
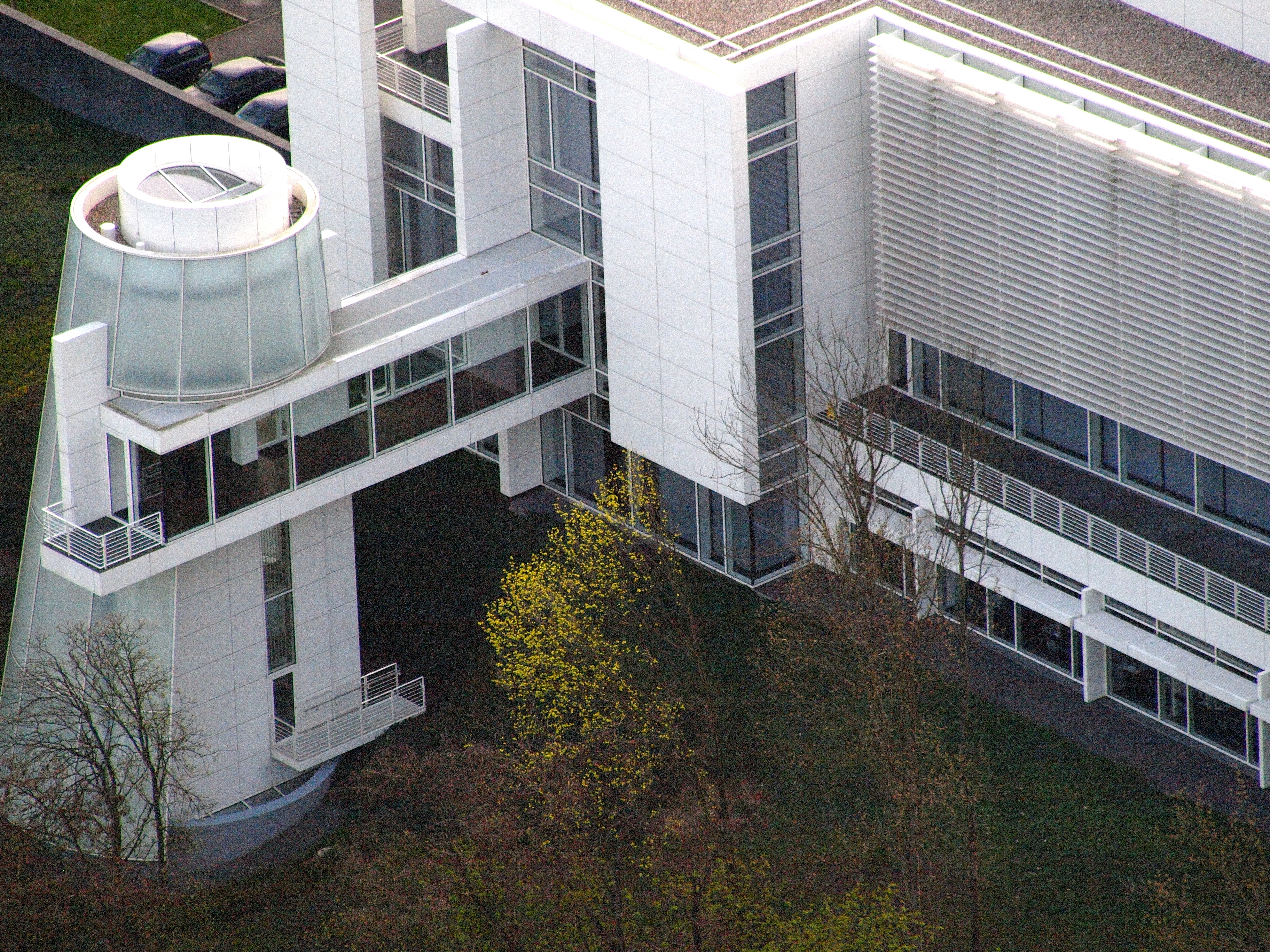
Architektonisches Detail – Aufzug und Brücke
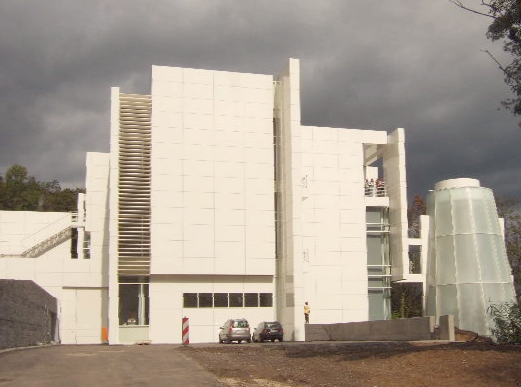
Neubau – Südseite
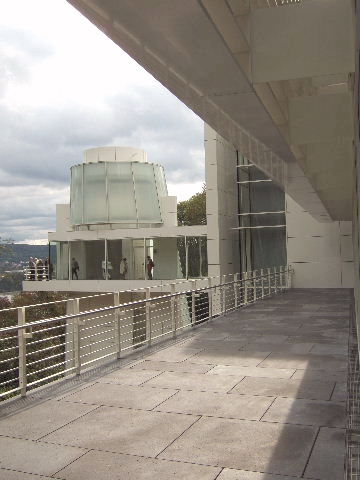
Neubau
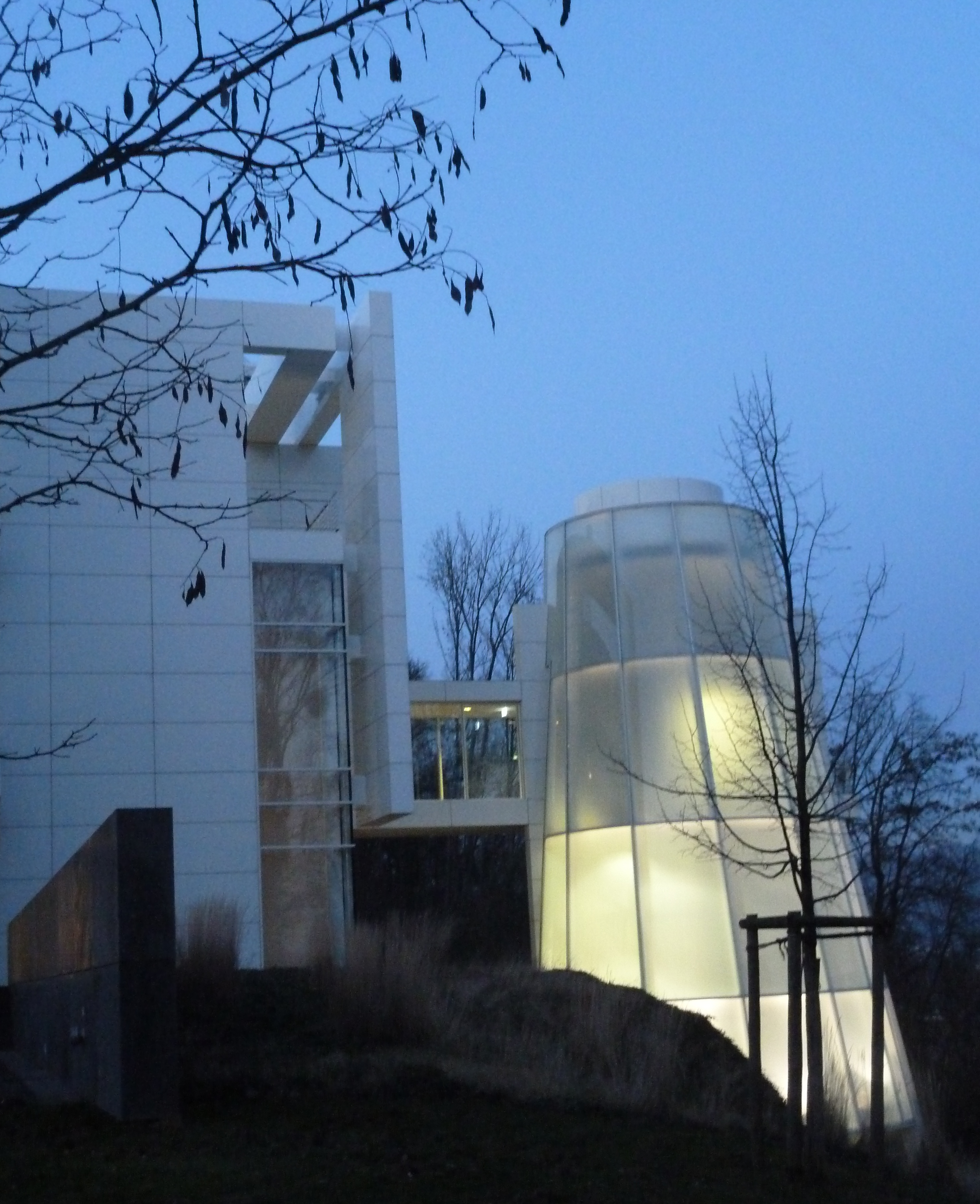
Aufzugsturm

## Ausstellungen
In der Eröffnungsausstellung waren neben Werken von Hans Arp und Sophie Taeuber-Arp Arbeiten von Anselm Kiefer, Johannes Brus, Yvonne Fehling, Jennie Peiz, Anton Henning und Barbara Trautmann zu sehen.
An der Ausstellung wurde in Feuilletons Kritik geübt: Dem Werk von Hans Arp und Sophie Taeuber-Arp sei zu geringer Platz eingeräumt worden, die Wahl der anderen Künstler sei beliebig gewesen und die Stiftung Hans Arp und Sophie Taeuber-Arp e. V. habe Werke, die nach dem Tod der Künstler entstanden seien, als Originalwerke ausgegeben.
Es folgten Ausstellungen von Anselm Kiefer, Kurt Kocherscheidt und Elfie Semotan, Jonathan Meese, Steiner/Lenzlinger, K.O. Götz, Tara Donovan, Barbara  Hepworth (2016), Henry Moore (2017/2018), Otto Piene (2019/2020) u. a.
In den Räumen des ehemaligen Bahnhofs finden regelmäßig Wechselausstellungen zu einzelnen zeitgenössischen Künstlern oder zu unterschiedlichen Themen statt.

## Sammlungen

### Sammlung Rau
Am 29. Oktober 2008 unterzeichneten das Land Rheinland-Pfalz und die UNICEF eine Vereinbarung, nach der die „Kunstsammlung Rau“ mit derzeit rund 230 Werken von Künstlern wie Lucas Cranach, Claude Monet, Paul Cézanne, Max Liebermann und August Macke im Schätzwert von mehreren hundert Millionen Euro im Arp Museum ausgestellt wird. Die Sammlung wurde vom 2002 verstorbenen Arzt Gustav Rau zusammengetragen und testamentarisch der UNICEF vermacht. 95 von Rau selbst als Kern der Sammlung angesehene Werke müssen bis 2026 zusammenbleiben, die anderen 135 Werke sollen nach und nach zugunsten des UNICEF-Stiftungsvermögens verkauft werden.
Seit 2009 wurden im Arp-Museum Teil-Ausstellungen Werke der „Kunstkammer Rau“ unter folgenden Aspekten gezeigt:
- „Tiepolo und das Antlitz Italiens“ (6 große Fresken von Giandomenico Tiepolo und italienische Kunst von der Frührenaissance bis zum Barock), 2009
- „Das Auge des Sammlers“ (Dokumentation seiner Auswahlkriterien und Motive), 2010
- „Superfranzösisch“ (französische Kunst aus allen Epochen vom Mittelalter bis zum Impressionismus), 2010
- „Horizonte“ (Landschaftsmalerei), 2010
- „Köstlich!“ Stillleben von Frans Snyders bis Giorgio Morandi, 2012
- „Lichtgestöber.“ Der Winter im Impressionismus, 2012
- „Das inszenierte Ich“, 2013
- „Leibhaftig. Der menschliche Körper zwischen Lust und Schmerz“, 2014
- „Menschenskinder. Zwischen Wunsch und Wirklichkeit“, 2015

### Sammlung  Meerwein
2015 stiftete der Mainzer Kunstsammler, Architekt, Innenarchitekt und emeritierte Fachhochschul-Professor Gerhard Meerwein dem Arp Museum seine Sammlung aus über 350 Collagen, die er in den letzten 40 Jahren zusammengetragen hatte. Werke von Jiří Kolář, Walter Dexel, Wolf Vostell, Raymond Hains, Joseph Beuys, Max Ernst und El Lissitzky sind darin vertreten.

## Arp im Ohr-Stipendium
In Kooperation mit dem Arp Museum Bahnhof Rolandseck lobt das Künstlerhaus Edenkoben der Stiftung Rheinland-Pfalz für Kultur seit 2020 jährlich für drei Monate (August–Oktober) ein Stipendium für Schriftsteller aus, die sich in ihrer Arbeit mit dem Werk Hans Arps beschäftigen. Es umfasst freies Wohnen im Künstlerappartement des Arp Museums Bahnhof Rolandseck sowie eine monatliche Zuwendung. Die während des Aufenthalts in Rolandseck entstandenen Texte können in einer Anthologie veröffentlicht werden. Bisherige Stipendiaten waren der Autor und Übersetzer Tom Schulz für 2020 und die Dichterin und bildende Künstlerin Safiye Can im Jahre 2021 sowie 2023 der Autor und Übersetzer Léonce W. Lupette.

## Skulpturenufer Remagen
Seit 2000 entwickelt das Arp Museum in Zusammenarbeit mit der Stadt Remagen das Skulpturenufer Remagen. Es besteht aus bisher dreizehn Skulpturen der Künstler Hans Arp, Lajos Barta, Bittermann & Duka, Eberhard Bosslet, Johannes Brus, Hamish Fulton, Thomas Huber, Peter Hutchinson, Res Ingold, Otmar Sattel, Erwin Wortelkamp und Aron Demetz.

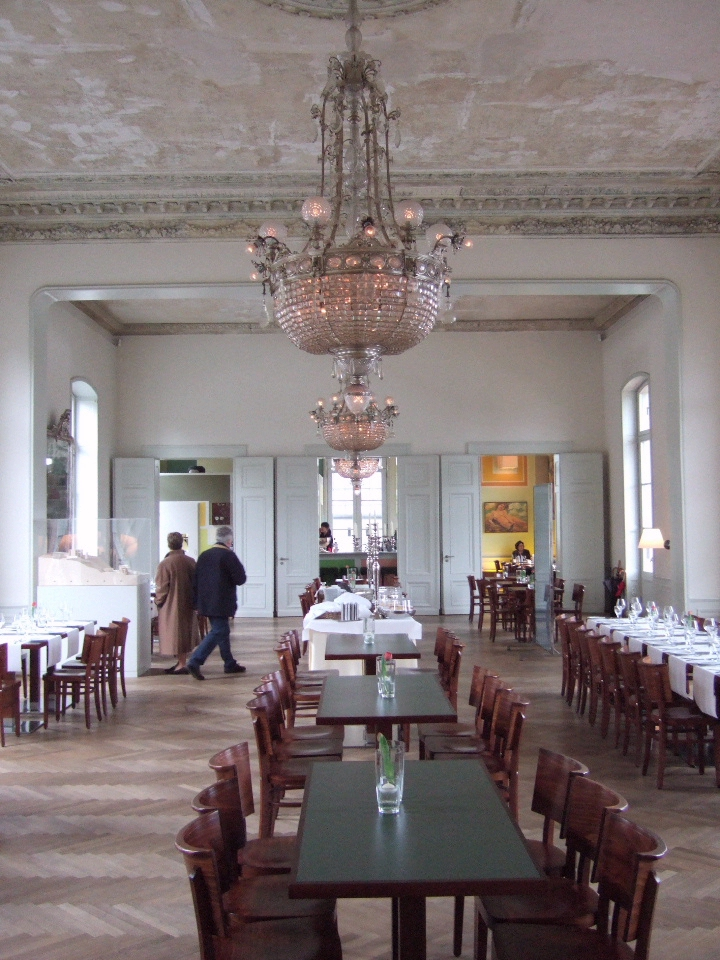
Festsaal, Museumscafé

## Museumscafé und Bistro
Das Museumscafé und Bistro befindet sich im restaurierten ehemaligen Festsaal des Bahnhofs (Mitte 19. Jh.) mit Stuckdecken, großen Kristalllüstern und Außenterrasse mit Blick auf den Rhein und das Siebengebirge mit dem Drachenfels. Es war der Empfangssaal für die Prominenz, die hier einst von der Bahn auf das Rheinschiff wechselte sowie Schauplatz von Konzerten und Theateraufführungen. Das Bistro wurde von Anton Henning ausgestaltet, der auch 2012 die Fensterbemalung im Durchgang zum Küchentrakt ausgeführt hat.

## Bahnhof
Der namensgebende Bahnhof Rolandseck selbst dient weiter als Haltepunkt auf der Linken Rheinstrecke für die Regionalbahnlinie RB26 Mainz – Köln-Messe/Deutz, „Mittelrheinbahn“.